# 顧其仁
顧其仁，字湛一。四川蜀府儀衛司軍籍華陽縣（今屬雙流縣）人，明朝政治人物。

## 生平
萬曆四十年壬子科舉人，四十一年（1613年）癸丑科進士。萬曆四十二年（1614年）担任湖廣蒲圻縣（今屬湖北省赤壁市）知縣。擢任工科都给事中，天启年间魏忠贤擅權，其仁特疏糾參，落職為民。崇禎元年以忠鯁復原官，尋遷陕西參政，致仕卒。